# Teillé (Sarthe)
Teillé é uma comuna francesa na região administrativa do País do Loire, no departamento de Sarthe. Estende-se por uma área de 11.54 km². Em 2010 a comuna tinha 480 habitantes (densidade: 41,6 hab./km²).